# Jüdische Gemeinde Münzesheim
Die Jüdische Gemeinde in Münzesheim, einem Ortsteil der Gemeinde Kraichtal im baden-württembergischen Landkreis Karlsruhe, entstand im 16. Jahrhundert und existierte bis 1937.

## Geschichte
Im Jahr 1530 werden erstmals Juden im Ort genannt. Auch nach dem Dreißigjährigen Krieg werden wieder ab 1656 Juden überliefert.
Die jüdische Gemeinde in Münzesheim bestand 1801 aus 19 Familien mit rund 90 Personen. Sie besaß eine Synagoge (Unterdorfstraße 31, nach 1938 abgebrochen), eine Schule (vorübergehend eine jüdische Konfessionsschule, dann eine Religionsschule) und ein rituelles Bad. Die Toten der Gemeinde wurden auf dem jüdischen Friedhof in Oberöwisheim beigesetzt. Die jüdische Gemeinde in  Münzesheim hatte (zumindest seit 1879 gemeinsam mit Menzingen) einen Lehrer angestellt, der zugleich als Vorbeter und Schochet tätig war. Seit 1827 gehörte die Gemeinde zum Bezirksrabbinat Bretten. Durch Aus- und Abwanderung nahm die Zahl der Gemeindemitglieder bis Anfang des 20. Jahrhunderts stark ab.
Seit der zweiten Hälfte des 19. Jahrhunderts gab es einige jüdische Geschäfte am Ort. Bis nach 1933 bestand das Kaufhaus Sally Türkheimer in der Unterdorfstraße 15.

## Nationalsozialistische Verfolgung
Im Jahr 1933 lebten noch 17 jüdische Personen in Münzesheim. Auf Grund der Folgen des wirtschaftlichen Boykotts und der Repressalien sind mehrere von ihnen von Münzesheim verzogen oder ausgewandert. Die jüdische Gemeinde wurde am 8. November 1937 aufgelöst
Das Gedenkbuch des Bundesarchivs verzeichnet acht in Münzesheim geborene jüdische Bürger, die dem Völkermord des nationalsozialistischen Regimes zum Opfer fielen.

## Gemeindeentwicklung
| Jahr    | Gemeindemitglieder | in % der Gesamteinwohnerschaft |
| ------- | ------------------ | ------------------------------ |
| 1801    | 90                 |                                |
| 1825    | 75                 | 6,9 % von 1085 Einwohnern      |
| um 1839 | 98                 |                                |
| 1875    | 67                 | 5,8 % von 1153 Einwohnern      |
| 1887    | 39                 |                                |
| 1900    | 43                 | 3,9 % von 1102 Einwohnern      |
| 1910    | 27                 | 2,6 % von 1055 Einwohnern      |
| um 1925 | 23                 | 1,9 % von 1194 Einwohnern      |
| 1933    | 17                 |                                |